# Ciro Angelillis
Ciro Angelillis (Monte Sant'Angelo, 3 maggio 1873 – Arezzo, 11 marzo 1956) è stato un medico e storico italiano.
I suoi scritti furono pubblicati dal quotidiano locale La Nazione, copia dei quali sono stati donati dagli eredi all’amministrazione comunale di Capolona e depositate in una bacheca presso la Sala consiliare.

## Biografia
Si laureò in medicina e chirurgia all'Università di Bologna nel 1899, dopodiché svolse attività da medico nella propria città natale. 
Si dedicò ad indagini storiografiche sulla cittadina di Monte Sant'Angelo. 
Con l'avvocato Filippo Ungaro fondò il Gazzettino del Gargano. 
Nel 1904 si trasferì per lavoro a Lucera, dove divenne direttore de Il Foglietto dal 1914 al 1917.
Ebbe una ricchissima produzione scritta su Monte Sant’Angelo e sul Gargano; le prime monografie sono degli inizi del Novecento, ma la maggior parte furono pubblicati tra il 1945 e 1950, come articoli su giornali e riviste. 

## Opere parziale
- Monte S. Angelo (1903)
- G. Tommaso Giordani letterato e patriota pugliese (1907)
- Profili di personaggi antichi e moderni della città di Monte S. Angelo (1908)
- L'antichissimo Comune di Monte S. Angelo (1914)
- Visita alla Basilica di Monte S. Angelo (1914)
- Le porte di bronzo bizantine nelle Chiese d'Italia e le imposte della Basilica di Monte S. Angelo (1924)
- Un punto inesplorato nella vita del poverello d'Assisi, il pellegrinaggio al Gargano (1928)
- La Croce di Federico II nella Chiesa di S. Michele in Monte S. Angelo (1936)
- La Chiesa e il Convento di S. Francesco in Monte S. Angelo (1936)
- Nuove luci sulle vicende della regina Giovanna I di Napoli (1937)
- La Chiesa e l'ex Convento della Trinità di S. Chiara in Monte S. Angelo (1953)
- Pulsano e l'ordine monastico pulsanese (1953)
- La Tomba di Rotari (1969)